# 라라 콕스
라라 콕스(Lara Cox, 1978년 3월 6일 ~ )는 오스트레일리아의 배우, 모델이다.
캔버라에서 태어났다.

## 출연 작품
- 더 마린 2 (2009년) - 로빈 린우드 역
- 부두 라군 (2006년)
- BlackJack: Sweet Science (2004)
- 인어 자매 이야기 (2003년)
- 캥거루 잭 (2003년) - 비행기 위 귀여운 소녀 역
- 잃어버린 세계 (1999년)

### 텔레비전
- 홈 앤 어웨이 (1998-99, 2007-08) - 비앵카 / 마리 역
- 올 세인츠 (1999)